# Matthieu Louis-Jean
Matthieu Louis-Jean, né le 22 février 1976 à Mont-Saint-Aignan, est un footballeur professionnel français évoluant au poste de défenseur de 1993 à 2007. À partir de juin 2023, il est directeur du recrutement de l'Olympique lyonnais, après un passage au même poste à l'Olympique de Marseille.

## Biographie
Matthieu Louis-Jean joue 78 matchs en Ligue 1 avec le club du Havre.
Le 4 avril 2019, il devient responsable du recrutement de l'OGC Nice et quitte le poste de "1st Team Scout - France" qu'il occupait à Manchester United depuis 2016.  
Le 26 avril 2021, l'Olympique de Marseille annonce son arrivée au poste de responsable de la cellule de recrutement. Il remplace David Friio, devenu directeur technique.
Le 19 juin 2023, l'Olympique lyonnais annonce son arrivée au poste de directeur du recrutement afin de remplacer Bruno Cheyrou.